# Gwendoline Philippe
Pour les articles homonymes, voir Philippe.
Gwendoline Philippe, née le 28 juin 1999 à Bagnols-sur-Cèze,, est une karatéka française ayant évolué en équipe de France.

## Carrière
Elle glâne sa première médaille d'or nationale à 11 ans. Depuis, elle comptabilise 14 titres de championne de France individuel et par équipe. 
En novembre 2013 à Guadalajara (Espagne), elle participe à son premier championnat du monde ou elle est stoppée en quart de finale.
Il va falloir attendre février 2015, et les championnats d'Europe à Zurich (Suisse) pour qu'elle remporte l'argent en cadette -54Kg. 
Certainement un déclic car par la suite, en novembre 2015 à Jakarta (Indonésie), elle remporte le titre de championne du monde en junior -59Kg.
En février 2016, elle devient championne d'Europe junior -59Kg.
En novembre 2017, elle remporte son second titre mondial en U21 -61Kg à Ténérife (Espagne).
En novembre 2019, elle réitère sa performance et remporte son troisième titre de championne du monde.
En septembre 2017, a à peine 18 ans, elle se lance dans la course olympique. Elle devient très vite leader de sa catégorie en sortant victorieuse de nombreuses fois du parcours mondial de sélection olympique. 
Médaille d'argent à l'open de Paris en janvier 2018 - médaille d'or à l'open de Rotterdam en février 2018 - médaille de bronze à Rabat en mars 2018 - médaille de bronze à Berlin en septembre 2018 - médaille d'or à Tokyo en octobre 2018 - médaille d'or à l'open de Paris en janvier 2019 - médaille d'or à Dubai en février 2019 - médaille de bronze à Rabat en Janvier 2019 - médaille de bronze aux Jeux Européens à Minsk en juin 2019 - médaille de bronze à l'open de Madrid en novembre 2019 - Médaille de bronze à l'open de Paris en janvier 2020.

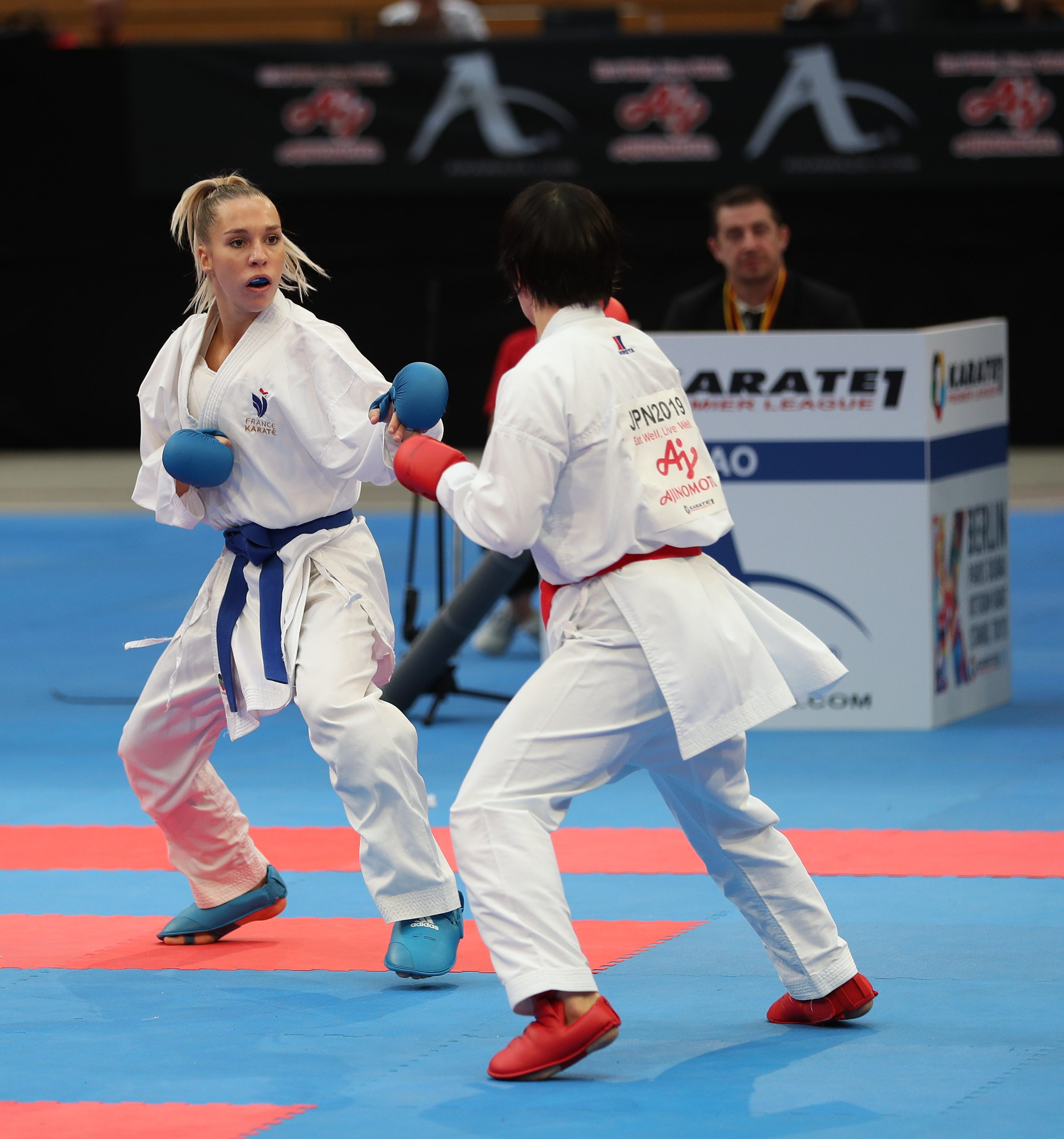
Gwendoline Philippe, 2018

Elle remporte le prix de Grand Winner 2018 dans sa catégorie (Sénior -61kg). C'est-à-dire, meilleure athlète de sa catégorie sur le circuit international.
Elle est médaillée de bronze en kumite par équipe aux Championnats d'Europe de karaté 2018 avec Léa Avazeri, Nancy Garcia et Sophia Bouderbane. Elle est médaillée de bronze aux Jeux européens de 2019 en kumite des moins de 61 kg.
En 2021, à la suite d'un différend avec la Fédération française de Karaté de l'équipe de France, elle décide de prendre ses distances. Non qualifiée pour les jeux Olympiques de 2020, elle s'expatrie au Canada et interrompt sa carrière.[réf. nécessaire]